# Ochthebius metellus
Ochthebius metellus es una especie de escarabajo del género Ochthebius, familia Hydraenidae. Fue descrita científicamente por Orchymont en 1942.
Se distribuye por Turquía. Mide 1,4 milímetros de longitud y su edeago 0,32 milímetros. Se ha encontrado a altitudes de 800-1200 metros.